# 博达
博达（Boda），是印度中央邦Rajgarh县的一个城镇。总人口8511（2001年）。

## 人口
该地2001年总人口8511人，其中男性4435人，女性4076人；0—6岁人口1346人，其中男676人，女670人；识字率56.34%，其中男性为70.96%，女性为40.43%。